# 利特爾埃爾克鎮區 (明尼蘇達州托德縣)
利特爾埃爾克鎮區（英語：Little Elk Township）是位於美國明尼蘇達州托德縣的一個行政鎮區。

## 地方資料
利特爾埃爾克鎮區的面積為93.08平方千米，當中陸地面積為90.19平方千米，而水域面積為2.89平方千米。根據2020年美國人口普查的數據，當地共有人口266人，而人口密度為每平方千米2.86人。